# Абдаллах аль-Галіб
Абдалла́х аль-Галі́б (араб. عبد الله الغالب, ʿAbd Allāh al-Ġālib; 1517 — 22 січня 1574) — султан Марокко (1557—1574). Представник арабської Саадійської династії. Третій син марокканського султана Мухаммада аш-Шейха. Старший брат султанів Абда аль-Маліка I й Ахмада аль-Мансура. За життя батька був віце-султаном Марракеша й управителем Феса. Після його загибелі в 1557 році зайняв марокканський трон. Змусив своїх братів покинути країну й шукати притулку в Османській імперії. Протягом відносно мирного правління спромігся утвердити владу своєї династії в Марокко. Мав столицю у Марракеші, де збудував Муассінську мечеть, шпиталь і медрессе бен Юсуфа. Відбудував мечеть аль-Мансура. У зовнішній політиці балансував між турками й іспанцями. Зокрема, спираючись на поміч Кастилії, відбив напад оманської армії при Ваді аль-Лабані (1558), окупував алжирський Тлемсен. Згодом, разом із османами підтримував повстання морисків у Кастилії (1568). В 1574 році раптово помер від приступу астми. Його трон успадкував син Абу Абдаллах Мухаммад ІІ. Це відбулося всупереч закону про сеньйорат, що передбачав передачу трону наступному брату. Внаслідок цього, по смерті султана спалахнула міжусобна війна між його сином та братами, у яку втрутилися Португалія та Османська імперія.

## Імена

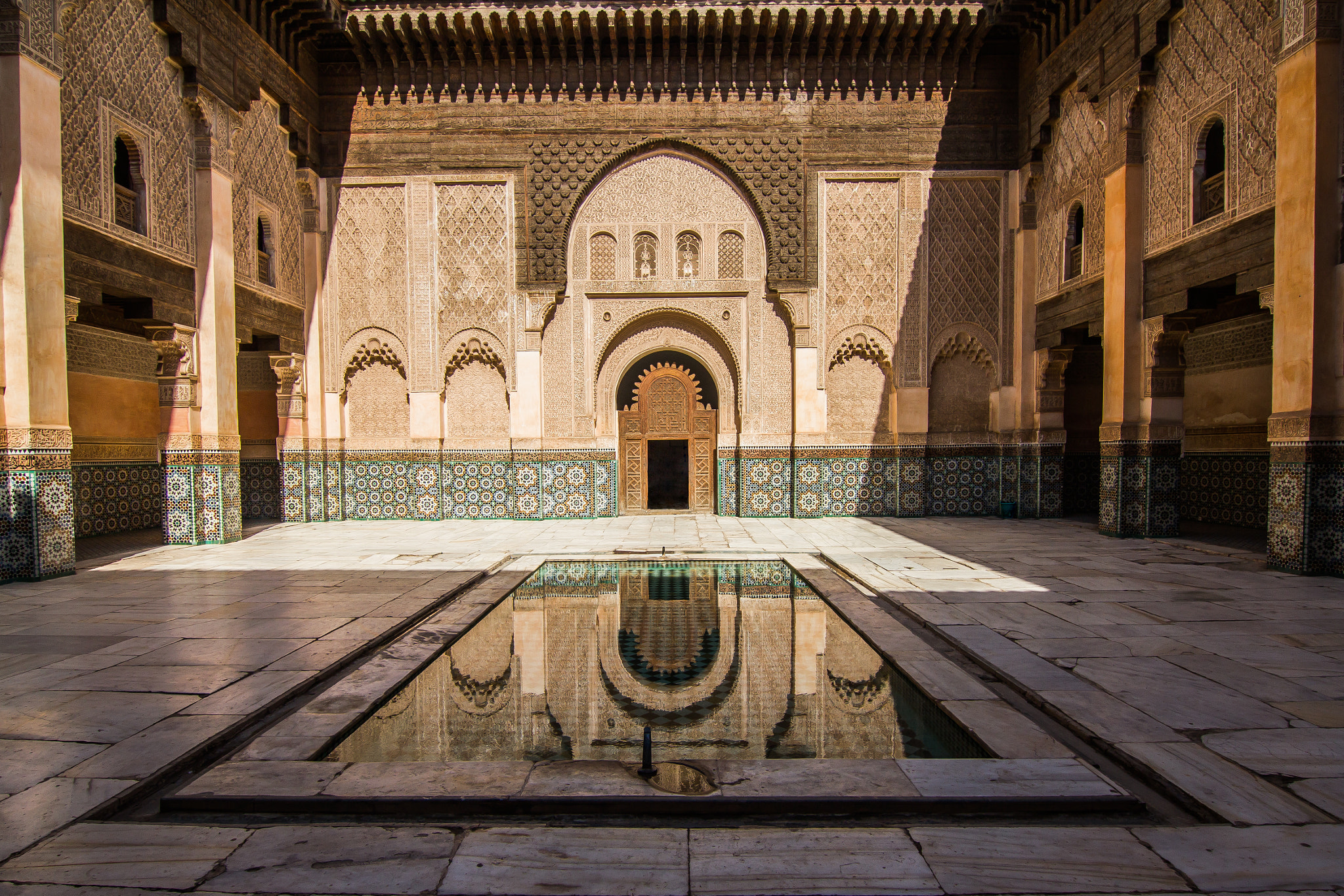
Медресе бен Юсуфа, побудована султаном.

- Абдалла́х аль-Галі́б, або Абд Аллах аль Галіб (араб. عبد الله الغالب, ʿAbd Allāh al-Ġālib) — коротке ім'я.
- Абдаллах Звитяжець — переклад арабського прізвиська.
- Абу Мухаммад Абдаллах аль-Галіб ібн Мухаммад (араб. أبو محمد عبد الله الغالب بن محمد, Abū Muḥammad ʿAbd Allāh al-Ġālib b. Muḥammad) — повне ім'я.

## Сім'я
- Батько: Мухаммад аш-Шейх (1490/1491—1557), султан Марокко (1549—1557).
- Брати:
  - Абд аль-Малік I (?—1578), султан Марокко (1576—1578).
  - Ахмад аль-Мансур (1549—1603), султан Марокко (1578—1603).
- Син: Мухаммад аль-Мутаваккіль (?—1578), султан Марокко (1574—1578).